# Court XXe siècle
Le terme Court XXe siècle désigne la période de 77 ans entre les années 1914 et 1991. Ce terme a été proposé par Iván Berend (Académie hongroise des sciences) puis défini par Eric Hobsbawm (historien et auteur marxiste britannique). Eric Hobsbawm consacre cette expression dans son ouvrage l'Âge des extrêmes (1994).
La période commence avec le début de la Première Guerre mondiale et se termine avec la dissolution de l'Union soviétique. L'enchaînement des événements y représentera des changements historiques si importants sur le plan mondial qu'ils redéfiniront l'époque tout entière.
La Première Guerre mondiale provoque la fin des empires : allemand, ottoman, austro-hongrois et russe. L'issue de cette guerre influence, et débouche sur, la Seconde Guerre mondiale. Enfin, la guerre froide est le résultat de la Seconde Guerre mondiale, se terminant avec la chute de l'Union soviétique.
Conceptuellement, le terme est analogue à celui de long XIXe siècle (1789 à 1914), également forgé par Hobsbawm, ainsi qu'à l'idée de long long XVIIIe siècle (d'environ 1688 à 1815)[réf. nécessaire].